# Bright Addae
Bright Christopher Addae (* 19. Dezember 1992 in Wa, Ghana) ist ein ghanaischer Fußballspieler.

## Karriere

### Verein
Der Abwehrspieler wurde im November 2010 vom ghanaischen Erstligisten All Stars FC zum Serie A Verein FC Parma transferiert, die Italiener verliehen ihn jedoch im Januar 2011 zum spanischen Zweitligisten FC Terrassa. Im September 2011 bekam Addai die Arbeitslizenz für Italien und wird die Saison 2011/12 im Primaverateam vom FC Parma spielen.
2009 nahm er für Ghana an der Junioren-Weltmeisterschaft teil, wo die Mannschaft den Weltmeistertitel errang. Am 11. August 2010 bestritt der Abwehrspieler sein erstes Länderspiel für die ghanaische Nationalmannschaft.